# Libijsko puščavsko steklo
Libijsko puščavsko steklo ali veliko peščeno morsko steklo je impaktit (kamnina, ustvarjena ali spremenjena z enim ali več udarci meteorita), izdelan večinoma iz lechatelierita (kremenčevo steklo, amorfni SiO2, nekristalni mineraloid), ki ga najdemo na območjih v vzhodni Sahari, v puščavah vzhodne Libije in zahodnega Egipta. Odlomke puščavskega stekla lahko najdemo na območjih, velikih več deset kvadratnih kilometrov. Tako kot obsidian so ga v pleistocenu rezali in uporabljali za izdelavo orodij.

## Geološki izvor
Izvor puščavskega stekla je negotov. Meteoritski izvor je že dolgo veljal za možen, nedavne raziskave pa povezujejo steklo z udarnimi značilnostmi, kot so razgradnja cirkona, izhlapeni kremen in meteoritske kovine, ter z udarnim kraterjem. Nekateri geologi povezujejo steklo s toplotnim sevajem zaradi meteorskih velikih zračnih izbruhov, zaradi česar je analogno ustvarjenemu trinititu iz peska, izpostavljenega toplotnemu sevanju jedrske eksplozije. Steklo v libijski puščavi je bilo datirano kot nastalo pred približno 29 milijoni let.
Analiza vzorcev s tehniko difrakcije povratnega sipanja elektronov (EBSD) je pokazala kristalne strukture cirkona, ki nastanejo le, ko se reidit tali pri zelo visokih temperaturah in se nato pretvori v cirkon. Reidit je bil najden le na mestih padca meteorita, kjer je nastal ob zelo visokih udarnih tlakih. Zračni izbruhi nikoli ne povzročijo te vrste mineralne transformacije.

## Lastnosti in opis
Barva libijskega puščavskega stekla se spreminja od svetlo rumene, medeno rumene, zeleno rumene, mlečno bele do črno sive. Primerki, najdeni na zemeljskem površju, so pogosto zloščeni s puščavskim peskom (posipani z vetrom), medtem ko so tisti, ki so obtičali v zemlji, erodirani in motni. Mohsova trdota je 6 do 7, gostota je 2,2 g/cm3, prelom je školjkast, temperatura tališča je ok. 1700 °C.
Kemična sestava:
97,92 % SiO2
1,37 % Al2O3
0,02 % K2O
0,37 % FeO
0,05 % MgO
0,21 % CaO
0,26 % Na2O3
0,19 % TiO2

## Razširjenost
Razpršeno območje v libijsko-egiptovski puščavi obsega približno 6500 km2 in leži med velikim peščenim jezerom blizu oaze Kufra v jugozahodnem Egiptu in planoto Gilf-el-Kebir na egiptovsko-libijskem obmejnem območju, ki je delno vojaško območje z omejenim nadzorom. Tam premikajoče se sipine vedno znova razkrivajo posamezne primerke puščavskega stekla. Celotne rezerve so ocenjene na okoli 1400 ton.